# Allraheligaste Guds Moders födelses kyrka, Glibovac
Allraheligaste Guds Moders födelses kyrka (serbisk kyrilliska: Црква Рођења Пресвете Богородице; latinska: Crkva Rođenja Presvete Bogorodice) är en serbisk-ortodox kyrkobyggnad belägen i byn Glibovac i kommunen Smederevska Palanka, i den statistiska regionen Södra och östra Serbien i Serbien.
Kyrkan är helgad åt den liturgiska festdagen Jungfru Marie födelse och tillhör Šumadijas stift.

## Bilder

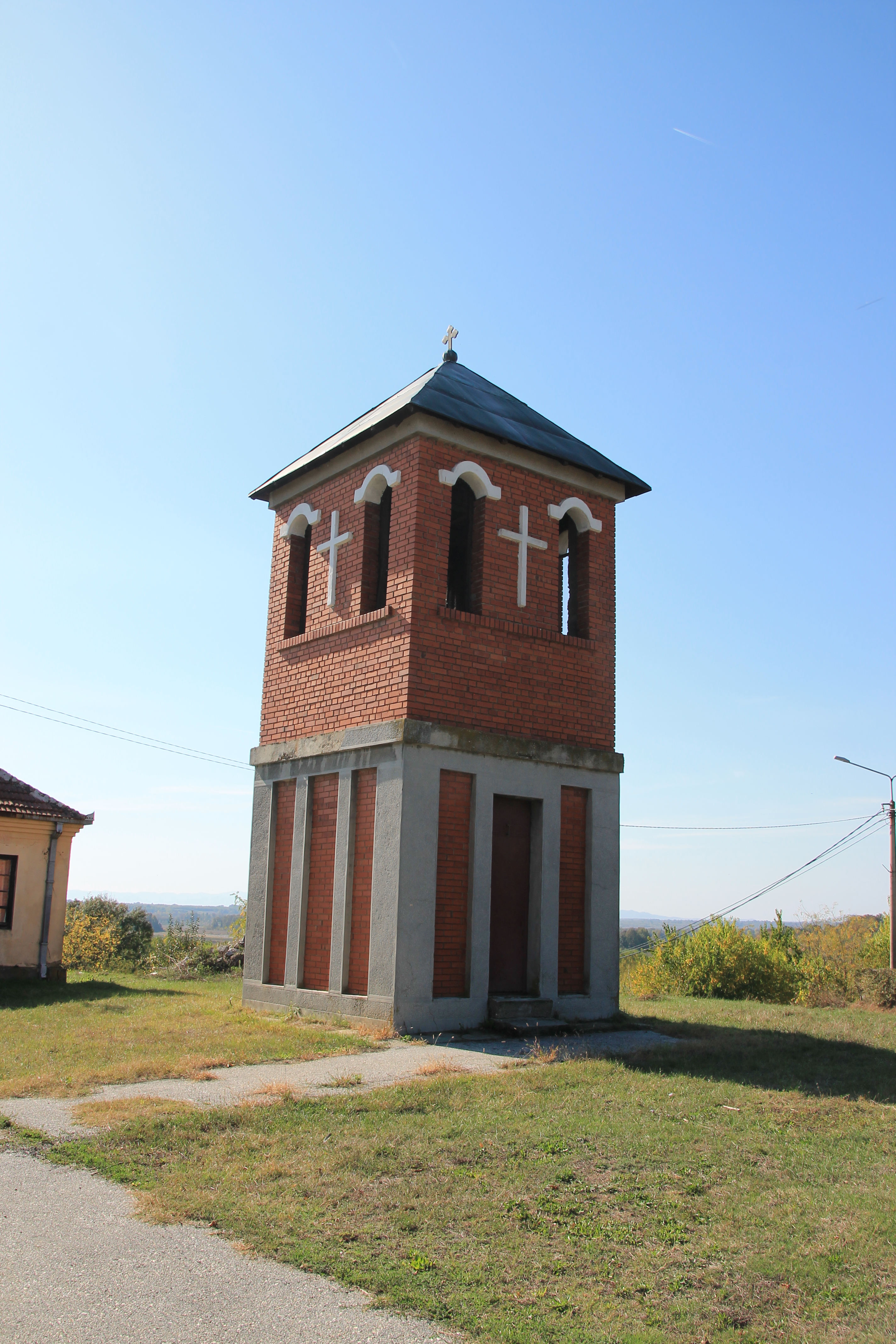
Klockstapeln